# Зацеп (скалолазание)

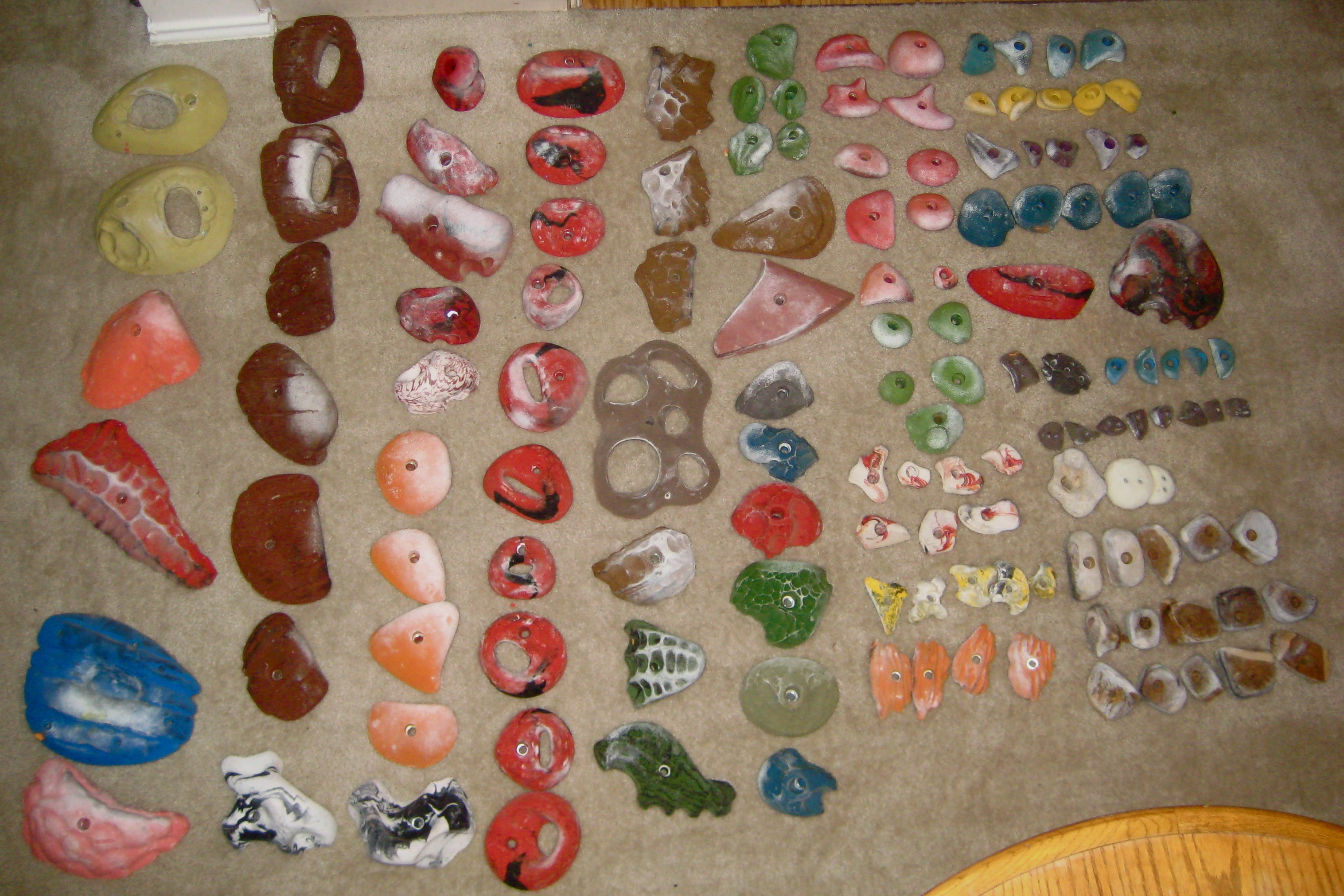
Разнообразие скалолазных зацепов

Заце́п, или заце́пка — спортивный снаряд для скалолазания в виде искусственно созданного камня различной величины и формы,  представляющий собой имитацию природного рельефа скалы. Зацепы используют для создания скалодромов.
Зацепы крепят к щитам, из которых сооружают скалодром, при помощи болтов, для создания скалолазных трасс (маршрутов). Существует огромное разнообразие зацепов различной формы, размера, цвета, текстуры и материалов. Как правило, поверхность зацепа имеет микрорельеф, увеличивающий силу трения между пальцами либо скальником скалолаза и зацепом.
Зацепы очищаются от магнезии с помощью щёток, что улучшает трение. Кроме того, зацепы периодически скручиваются со скалодрома, и моются водой с чистящими средствами, либо в ультразвуковой ванне.

## Материалы

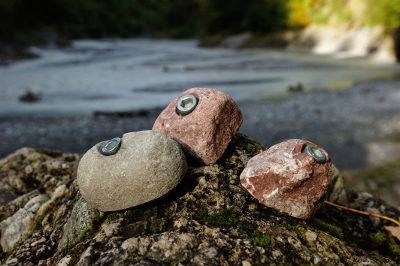
Зацепы из камня

Скалолазные зацепы могут быть изготовлены из различных материалов. 
Наибольшую популярность имеют синтетические материалы — смолы, полиуретан, полиэстер, стекловолокно; менее распространены зацепы из дерева. Наименьшее распространение получили зацепы из натурального камня.
Большинство современных зацепов производится литьём полимерных материалов в заранее изготовленные формы.

## Особые типы зацепов

### Рельефы и макросы
Большие, хорошо заметные зацепы — ма́кросы (англ. Macros) — получили широкое распространение в современной накрутке трасс (рутсеттинге) как в коммерческих скалодромах, так и на соревнованиях. Такие зацепы делают боулдеринг и лазание на трудность более зрелищными и понятными зрителю.
Также широко распространены релье́фы — это съемные трехмерные конструкции с точками крепления зацепов, предназначенные для временного увеличения поверхности скалодрома. Рельефы могут быть изготовлены как из синтетических материалов, так и из дерева. Несмотря на схожесть с макросами, рельефы сами по себе зацепами не являются, хотя разница между макромами и рельефами зачастую условна.

### No-Tex и Dual-Tex
В настоящее время большую популярность обрели зацепы с двойной текстурой (англ. Dual-Tex) и без текстуры (англ. No-Tex). Такие зацепы обладают гладкой частью, с которой соскальзывают как руки, так и резина скальников, и требуют от спортсмена техничного распределения веса.

### Зацепы для лазания на скорость
Для лазания на скорость используется стандартизованная трасса с 20 зацепами для рук и 11 зацепами для ног. Стандарты зацепов для лазания на скорость определяются Международной федерацией спортивного скалолазания (IFSC).

### Зацепы для систембордов
Зацепы из полимеров или дерева, используемые на тренировочных систембордах, таких как Moonboard и Kilter Board, унифицированы производителем, что сделано для воспроизводимости трасс на систембордах разных скалодромов.

## Галерея

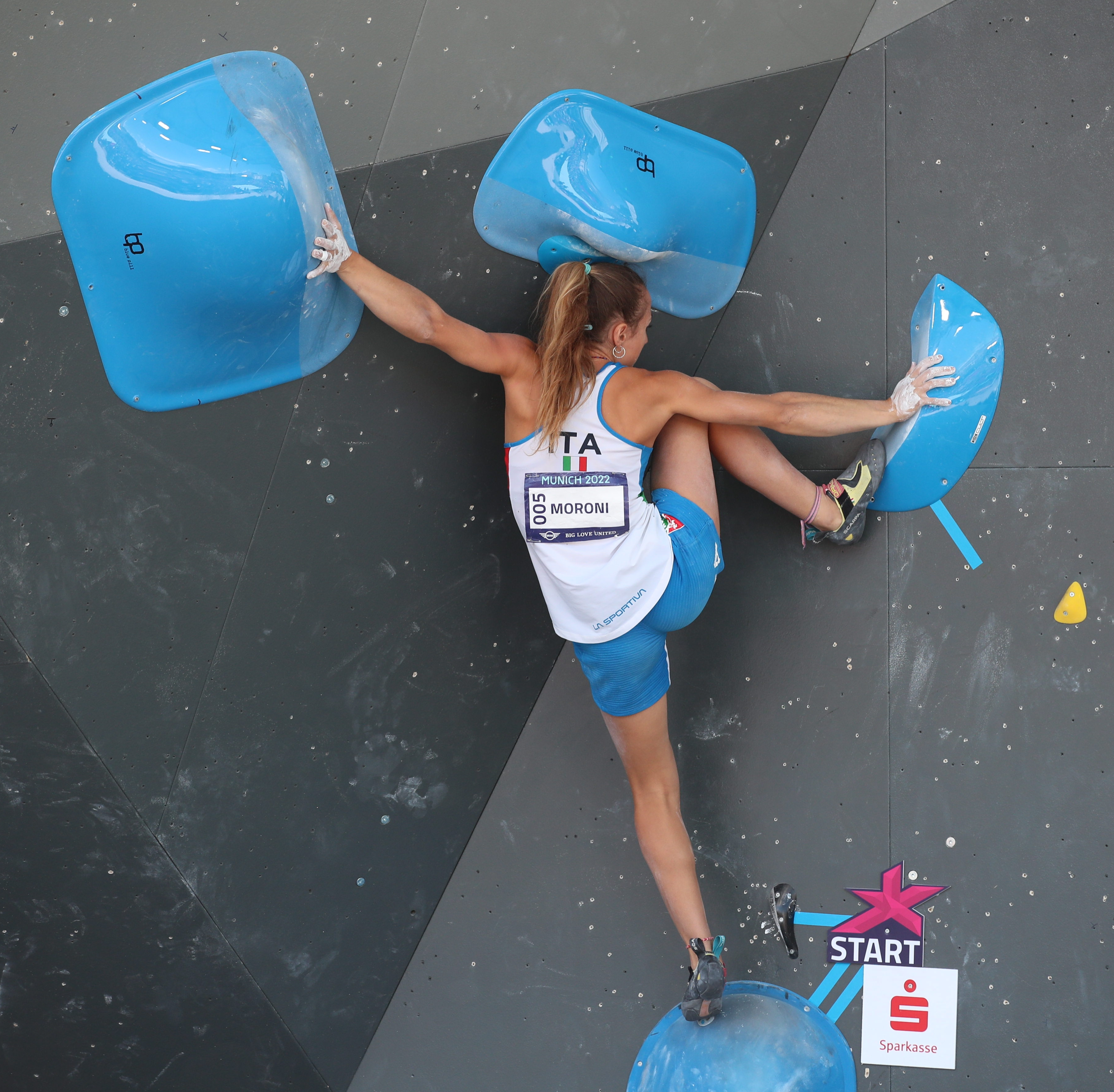
Использование макросов с двойной текстурой на соревнованиях по боулдерингу
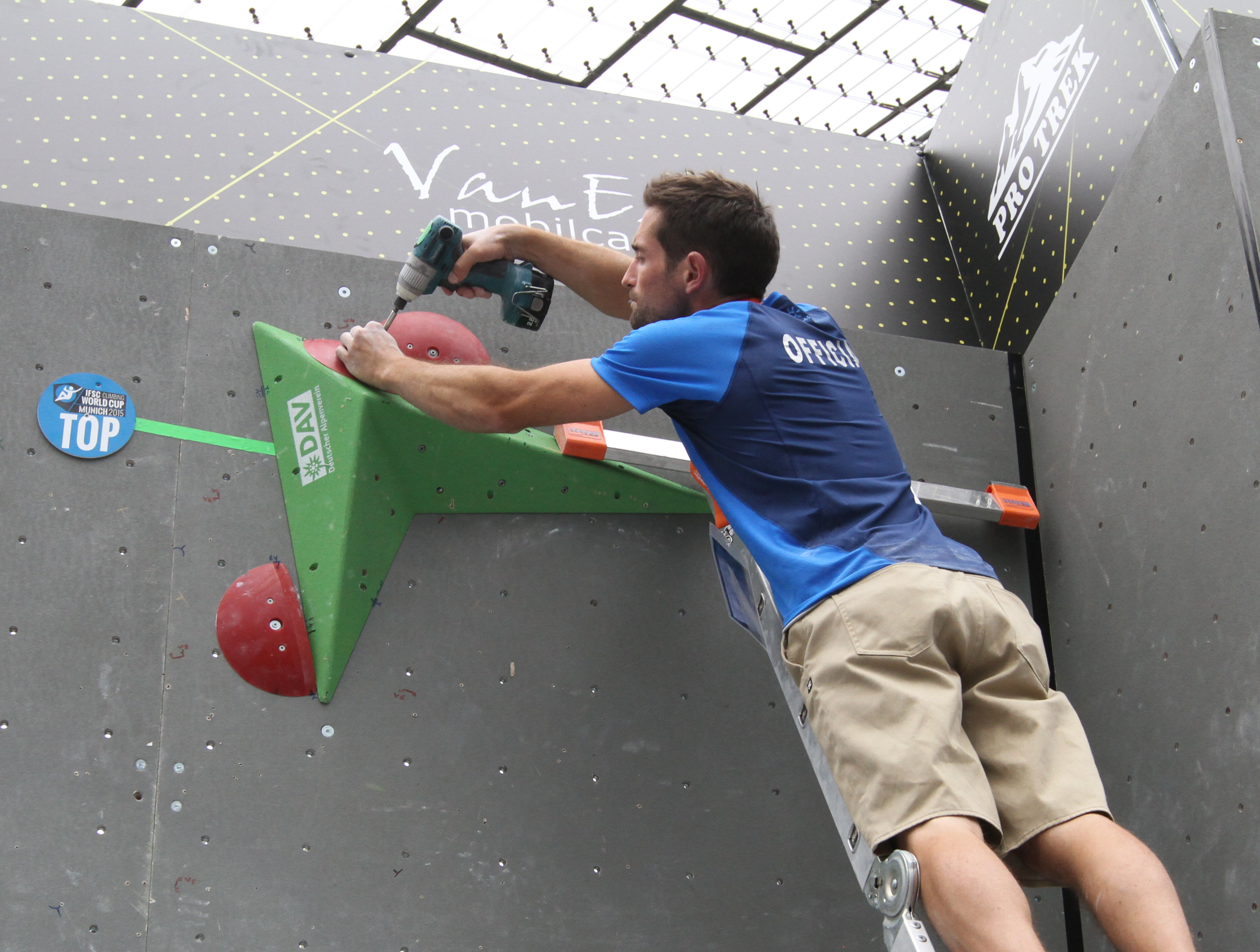
Рутсеттер (постановщик трасс) накручивает зацеп на рельеф
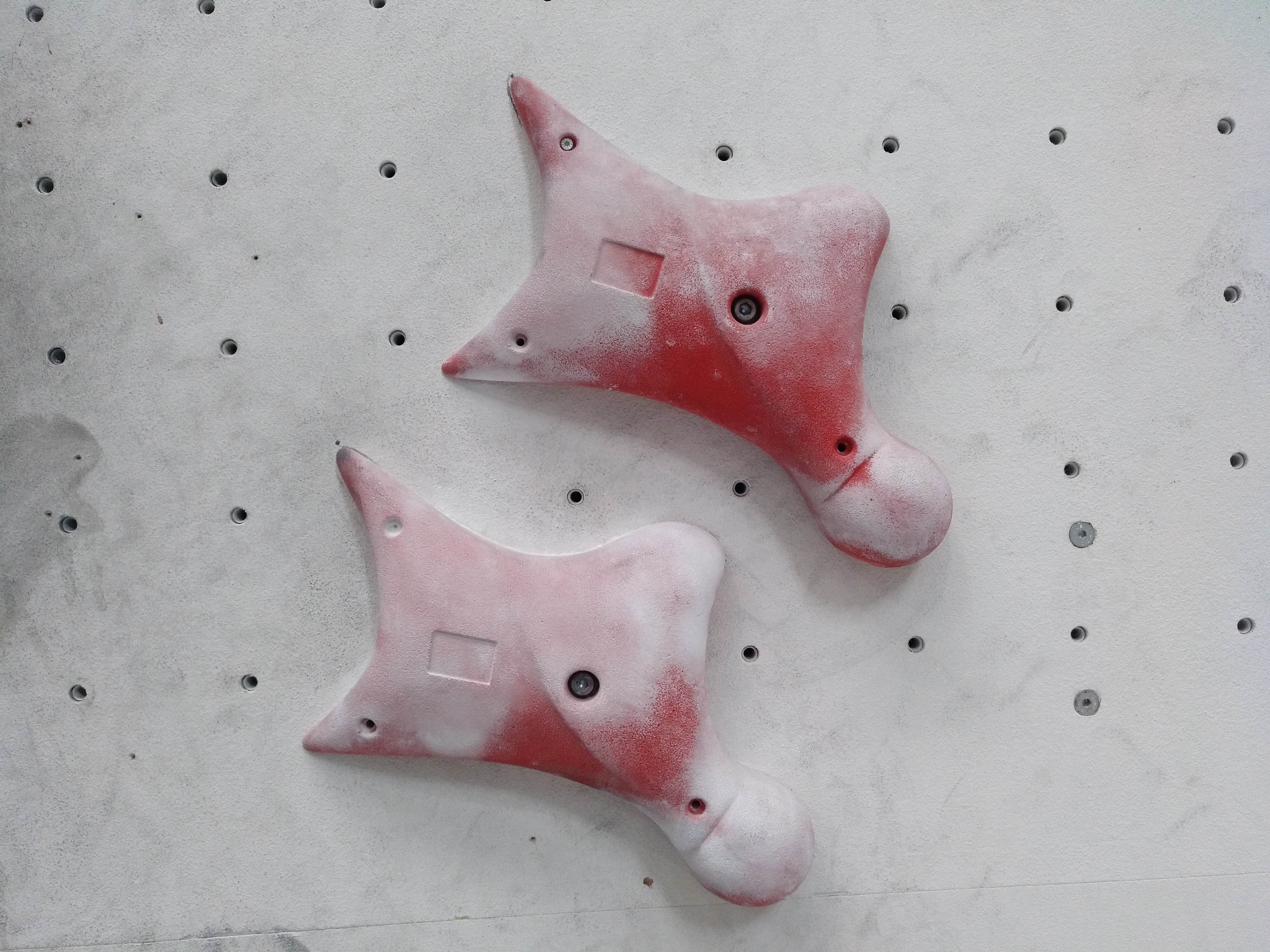
Стартовые зацепы для лазания на скорость
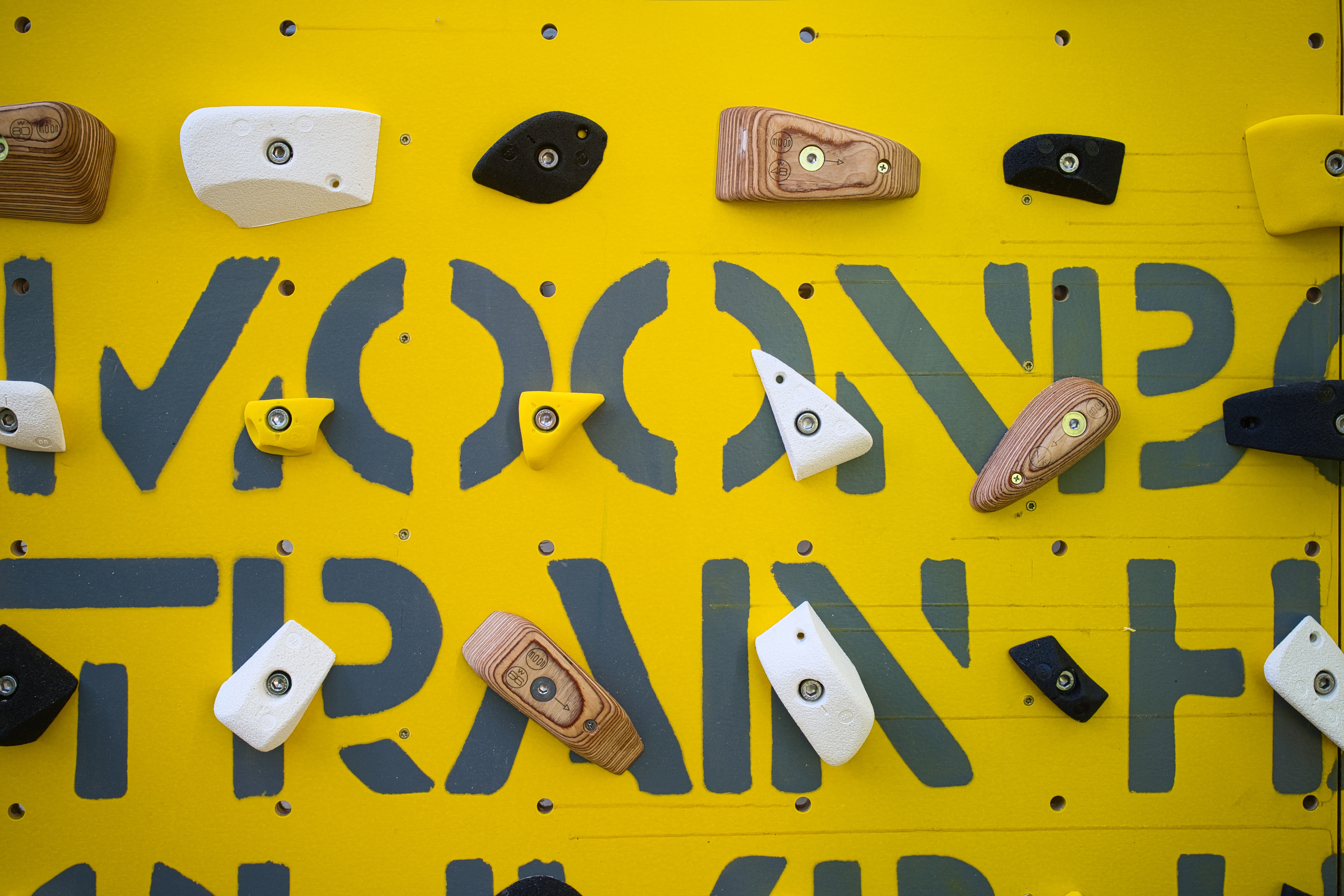
Зацепы на системборде (Moonboard)